# Georg Schuchter
Georg Schuchter (* 5. Dezember 1952 in Salzburg; † 29. September 2001 bei Berchtesgaden) war ein österreichischer Schauspieler.

## Karriere
Schuchter war der Sohn des Dirigenten Gilbert Schuchter. Er studierte an der Akademie für Musik und darstellende Kunst, Mozarteum, in Salzburg (zunächst Klavier und Dirigent, danach von 1974 bis 1977 Schauspiel). Seine berufliche Theaterlaufbahn begann er am Wiener Burgtheater (1977–1985). Weitere Stationen waren die Staatlichen Schauspielbühnen Berlin, das Volkstheater Wien, das Schauspielhaus Zürich, die Salzburger Festspiele, das Theater Ulm, das Opernhaus Zürich und die Pariser Oper. Neben seiner Theaterarbeit wirkte  er in zahlreichen Filmen mit, so in Der Bockerer.
Schuchter, dessen Leidenschaft dem Sport (Bergsteigen) ebenso gehörte wie dem Theater, verunglückte 2001 beim Abstieg vom Hohen Göll. Er ruht auf dem Petersfriedhof in Salzburg. Seine Schwester ist die Schauspielerin Gabriele Schuchter.

## Wichtige Rollen
- Salzburger Landestheater
  - Hamlet (1988)
  - Jaromir im Unbestechlichen (1988)
  - Torquato Tasso (1989)

- Schauspielhaus Zürich
  - Der Prinz in Der Prinz von Homburg (1990)

- Salzburger Landestheater
  - Titus Feuerfuchs in Der Talisman (1993)
  - Mephisto in beiden Teilen von Goethes Faust I und Faust II (1993)
  - Der Kontrabass (1994)
  - Patriarch von Jerusalem in Nathan der Weise (1995)
  - Liliom (1995)
  - Weinberl in Einen Jux will er sich machen (1997)
  - Alfred in Geschichten aus dem Wiener Wald (2001)

- Wiener Festwochen
  -  Alma, 1996–1998 als Alexander Zemlinsky (Regie: Paulus Manker)

- Volkstheater Wien
  - Leicester in Maria Stuart (1991/92)
  - Burgmüller in Gegenwart der Erinnerung (1994/95)
  - Regie und Hauptrolle in Nur eine Scheibe Brot (1994/95)
  - Fadinard in Der Florentinerhut (1995/96)
  - Lucio in Maß für Maß (1995/96)
  - Zanga in Der Traum ein Leben (1997/98)
  - Teddy in Valparaíso (1999/2000)
  - Pedrosa in Mariana Pineda (2001/02)

## Regiearbeiten
- Maria Magdalena (1989)
- Am Irrsee (1991)
- Der Kontrabass (1994)
- Nathan der Weise (1995)

## Filme
- 1976/77: Ein echter Wiener geht nicht unter (als Liebhaber von Fini Blahovec, gespielt von Dolores Schmidinger)
- 1977: Die Unverbesserliche (als Hans; Regie: Jochen Bauer; mit Ossy Kolmann)
- 1980: Joseph Roth – Ein Leben in Legenden
- 1981: Der Bockerer (als Sohn; Regie: Franz Antel; mit Karl Merkatz, Ida Krottendorf, Hilde Sochor)
- 1984: Die Kameraden des Koloman Wallisch (als Viktor; Regie: Michael Scharang)
- 1990: Codename: Gorilla (Fernsehserie, Folge: Der Gorilla und der Berliner Kongreß)
- 1994: Du bringst mich noch um (Regie: Wolfram Paulus; mit August Zirner, Gabriela Benesch, Katja Flint, Louise Martini, Herbert Fux)
- 1995: Jeden 3. Sonntag (Regie: Leopold Huber; mit Dietmar Schönherr)
- 1996: Azzurro (als Wiggerl; Regie: David Ruehm; mit Dietrich Siegl, Alexandra Hilwerth, Claudia Maria Haas)
- 1997: Derrick (Fernsehserie, Folge: Der Mord, der ein Irrtum war; als Unfallverursacher und anschließendes Mordopfer)
- 1999: Alma – A Show Biz ans Ende (Dreiteiler; als Alexander Zemlinsky; Regie: Paulus Manker)
- 2001: Julia – eine ungewöhnliche Frau (Fernsehserie, Folge: Rufmord; als Dr. Schwandtner)
- 2009: Zapping-Alien@Mozart-Balls (als Politiker; Regie: Vitus Zeplichal)

## Hörspiele
- Amadeus in Amadeus von Peter Shaffer, Regie: Götz Fritsch, Rundfunk der DDR 1985